# Хундинг (Доњи Бајерн)
Хундинг (њем. Hunding) град је у њемачкој савезној држави Баварска. Једно је од 26 општинских средишта округа Дегендорф. Према процјени из 2010. у граду је живјело 1.193 становника. Посједује регионалну шифру (AGS) 9271126.

## Географски и демографски подаци
Хундинг се налази у савезној држави Баварска у округу Дегендорф. Град се налази на надморској висини од 468 метара. Површина општине износи 14,7 km². У самом граду је, према процјени из 2010. године, живјело 1.193 становника. Просјечна густина становништва износи 81 становника/km².